# 岩村町立大成小学校
岩村町立大成小学校（いわむらちょうりつ　たいせいしょうがっこう）は、かつて岐阜県恵那郡岩村町（現・恵那市）に存在した公立小学校。

## 概要
- 校区は岩村町富田・飯羽間であり、旧・本郷村の小学校であった。
- 1962年、岩邑小学校に統合され、廃校。

## 沿革
- 1874年（明治7年）1月 - 恵那郡飯羽間村に盈進学校が開校。飯羽間村の児童が通学する。
- 1877年（明治10年）10月 - 飯峡小学校に改称する。
- 1880年（明治13年） - 富田村が巌邑学校から分立。富田学校が開校。八幡神社[注釈 2]を仮校舎とする。
- 1886年（明治19年）3月 - 飯峡小学校が飯峡簡易科小学校、富田学校が富田簡易科小学校に改称する。
- 1890年（明治23年） - 飯峡簡易科小学校が飯峡尋常小学校、富田簡易科小学校が富田尋常小学校に改称する。
- 1897年（明治30年）4月1日 - 飯羽間村と富田村が合併し、本郷村が発足。
- 1903年（明治36年） - 両校に農業補習学校を併設。
- 1920年（大正9年） -
  - 飯峡尋常小学校の校舎が新築移転[注釈 3]。同時に飯峡尋常高等小学校に改称する。
  - 富田尋常小学校の校舎が新築移転[注釈 4]。同時に富田尋常高等小学校に、それぞれ改称する。
- 1926年（大正15年） - 両校に青年訓練所を併設。
- 1935年（昭和10年） - 両校に青年学校を併設。
- 1940年（昭和15年）4月 - 飯峡尋常高等小学校と富田尋常高等小学校を統合し、大成尋常高等小学校となる。校舎は本郷村大字飯羽間字下本郷に新築される。
- 1941年（昭和16年）4月1日 - 大成国民学校に改称する。
- 1947年（昭和22年）4月1日 - 本郷村立大成小学校に改称する。校舎の一部は大成中学校が使用する。
- 1948年（昭和23年）9月 - 大成中学校が岩邑中学校に統合され廃校（同時に岩村町立岩邑中学校は学校組合立岩邑中学校に改称）。
- 1954年（昭和29年）9月10日 - 岩村町と本郷村が合併し、岩村町となる。同時に岩村町立大成小学校に改称する。
- 1962年（昭和37年）3月 - 岩邑小学校に統合され、廃校。

## その他
- 大成小学校跡地の近くには江戸時代の宝永6年（1709年）に東光院[注釈 5]によって建てられた経塚がある。大成小学校に近いことから、「旧大成小学校裏経塚」「大成裏経塚」と称されている[1]。